# Pardofelis
Pardofelis е род от семейство Коткови. Този род се определя като монотипен, включващ само един вид, местен за Югоизточна Азия – мраморната котка. Два други вида, класифицирани по-рано към този род, сега принадлежат към род Катопуми.
Етимология
Латинското име на рода Pardofelis е съставено от латинските думи pardus (леопард) и felis (котка), в алюзия за петната от типовия вид, мраморната котка.

## Таксономична история
Pardofelis е предложен за първи път от руския изследовател и натуралист Николай Северцов през 1858 г. като родово име, включващо един единствен вид котки, срещащи се в тропическа Азия, мраморната котка Pardofelis marmorata. Британският зоолог Реджиналд Инъс Поукък признава таксономичната класификация на Pardofelis през 1917 г. като включваща не само мраморната котка, но също така и котката от Борнео Pardofelis badia, поради приликите във формата на техните черепи. През 1939 г. той описва Pardofelis marmorata въз основа на кожи и черепи, произхождащи от Ява, Суматра, Дарджилинг и Сиким.
До 2006 г. класификацията на Pardofelis като монотипен род е широко приета. Генетичният анализ, извършен в началото на века, разкрива тясна генетична връзка с котката от Борнейски залив Pardofelis badia и азиатската златната котка Pardofelis temminckii. Всички те се отделят от другите котки преди около 9,4 милиона години и затова е предложено да бъдат поставени заедно в род Pardofelis. Междувременно Pardofelis се счита за синоним на Катопуми.
Връзката между този клон и другите в родословното дърво на котките също става по-ясна. Видовете Pardofelis не произлизат от подсемейство Ръмжащи котки, а принадлежат към другия основен клон от предимно по-малки видове котки, Мъркащи котки. Те споделят по-скорошен общ предшественик със сервалите, каракалите и африканските златни котки, отколкото с всеки друг съществуващ род котки.

## Характеристики
Pardofelis са малки котки с дълга опашка и къса глава със заоблени уши, отличаващи се от Далекоизточни котки и сродните ориенталски родове по това, че черепът им е по-висок и по-заоблен. Черепът е къс, широк, силно изпъкнал в гръбния профил, сравнително недълъг и нисък. Носният клон на предмаксилата е тънък, не е разширен, върхът на муцуната не е компресиран отгоре, максилата не е разширена там, където опира в носната кост и не развива израстъци извън суборбиталния отвор.